# AutoItalia
AutoItalia este un important importator de autovehicule din România, care și-a început activitatea în anul 1993.
Compania distribuie mărcile Fiat, Alfa Romeo, Lancia, Maserati, SsangYong, precum și motocicletele Honda și vehiculele originale de transport, Segway.
AutoItalia este deținută de omul de afaceri de origine israeliană Herbert Stein.
La sfârșitul anului 2008, AutoItalia a înregistrat un total de 16.260 de unități vândute, cu 78 mai puține față de 2007, când numărul mașinilor comercializate s-a ridicat la 16.338 de unități.
Număr de angajați în 2009: 1.600
Cifra de afaceri în 2009: 400 milioane euro